# ドメネク・トレント
ドメネク・トレント・フォント（Domènec Torrent Font、1962年7月14日 - ）は、スペインの元サッカー選手、サッカー指導者。

## 経歴

### 選手時代
カタルーニャ州ジローナのサンタ・コロマ・デ・ファルナースで生まれた。現役時代はミッドフィルダーとしてプレー。1980年にCEファーナーズからUEオロトへ加入した 。彼は1983年にオロトを退団し、その後ADギソルズに加入し、27歳で引退した  。

### 指導者時代

#### 初期のキャリア
トレントは1991年にかつて在籍したCEファーナーズで指導者のキャリアを開始し、1994年にクラブをリージョナル プリファレンス（6部リーグ）に昇格させた。1996年5月にクラブを去ることを発表し 、その後7月にUDカッサの監督に就任 。 1997年7月、AEローゼズの監督に就任 。彼は11月に辞任を申し出たが、クラブの理事会によって拒否された。しかしその後、翌年の1月に解任された。
1998年5月、プリメーラ・カタラーナのFC パラフリューゲルの監督に任命された。2000年にテルセーラ・ディビシオンに昇格し、2001-2002シーズンにはクラブ史上最高の6位に躍進させた。 2003年7月、トレントはセグンダ・ディビシオンBのパラモス の監督に任命されたが、チームは降格した。その後、翌年の5月にクラブを去った 。2005年3月29日、ホセ・マリア・ノゲスに代わってジローナFC3部の監督に就任した。

#### グアルディオラのアシスタントコーチとして
2007 年、FCバルセロナBのジョゼップ・グアルディオラのスタッフに加わり、当初は戦術アナリストとして働いた。 2008年5月に3ディビジョンに昇格し、その後グアルディオラがFCバルセロナの監督に任命された後、トレントも同じ役割で昇格した。 トレントはグアルディオラと共に、FCバイエルン・ミュンヘン・マンチェスター・シティ へ移り、11年間で24個のトロフィーを獲得した。

#### ニューヨーク・シティ
2018年6月11日、パトリック・ヴィエラに代わり、MLSのニューヨーク・シティFCの監督に就任。 2020年シーズンまで3年契約を結んだ。
2019年11月8日、ニューヨーク・シティFCを退任することを発表。2019年シーズンは勝ち点64のフランチャイズ記録を達成し、CONCACAFチャンピオンズリーグ2020への出場権も獲得した。

#### フラメンゴ
2020年7月31日、カンピオナート・ブラジレイロ・セリエAのフラメンゴの監督に就任。1年半の契約に同意した。11月9日、アトレチコ・ミネイロに0対4で敗れた後、解任された。

#### ガラタサライ
2022年1月11日、ガラタサライSKの監督に就任。